# Bramming Kommune
| Strukturdaten       | Strukturdaten   |
| ------------------- | --------------- |
| Sitz der Verwaltung | Bramming        |
| Fläche              | 169,61 km²      |
| Einwohner           | 13.628 (2004)   |
| Kommune seit 2007   | Esbjerg Kommune |

Bramming Kommune war bis Dezember 2006 eine dänische Kommune im damaligen Ribe Amt in Jütland. Seit Januar 2007 ist sie zusammen mit der „alten“ Esbjerg Kommune und der Ribe Kommune Teil der neuen Esbjerg Kommune.

## Persönlichkeiten
- Henrik Møllgaard Jensen (* 1985), Handballspieler